# Ann-Sofi Colling
Ann-Sofi Colling-Saltin, född Elin Ann-Sofi Pettersson 1 januari 1932 i Adolf Fredriks församling, Stockholm är en före detta svensk gymnast tävlande för Stockholms Studenters IF.
Hon var bland annat delaktig i guldmedaljen i lagtävling med handredskap vid olympiska sommarspelen 1952 i  Helsingfors och tog individuellt OS-brons i hopp i olympiska sommarspelen 1956 i Melbourne. Hon tog även flera VM-medaljer.